# Xã Levee, Quận Pike, Illinois
Xã Levee (tiếng Anh: Levee Township) là một xã thuộc quận Pike, tiểu bang Illinois, Hoa Kỳ. Năm 2010, dân số của xã này là 47 người.